# Geschützter Landschaftsbestandteil Mehlbeerenallee bei Fettküche
Der Geschützte Landschaftsbestandteil Mehlbeerenallee bei Fettküche mit einer Länge von 2125 m liegt westlich von Bredelar an der Bundesstraße 7 im Stadtgebiet von Marsberg. Das Gebiet wurde 2001 mit dem Landschaftsplan Hoppecketal durch den Kreistag des Hochsauerlandkreises als Geschützter Landschaftsbestandteil (LB) ausgewiesen. Der LB ist umgeben vom Landschaftsschutzgebiet Freiflächen zwischen Forstenberg und Schafbruch.

## Beschreibung
Der Landschaftsplan führt zum LB aus: „Die Allee kennzeichnet weithin sichtbar den Verlauf der “Alten Heeresstraße” (heutige Bundesstraße 7) im Bereich der südlichen Bredelarer Kammer, der mit der LSG-Festsetzung offengehalten werden soll. Die Bäume sind in einem Abstand von rund 75 m gepflanzt (± 10 bis 15 m); diese Pflanzung weist einige Lücken auf. Unabhängig von der prägenden Wirkung der Allee auf das Landschaftsbild wird hier mit der Echte Mehlbeere (Sorbus aria) auch eine Baumart erfasst, die als wind- und winterhartes, trockenheitsverträgliches Gehölz früher häufiger zur Straßenbepflanzung genutzt wurde, seit einiger Zeit aber wegen ihres langsamen Wuchses und Fruchtbehangs mehr und mehr aus dem Straßenbild verschwindet. Die Allee ist durch Ausbesserung der vorhandenen Lücken und rechtzeitige Ersatzpflanzungen für absehbar ausfallende Bäume (beides mit Hochstämmen der selben Art) in ihrem Erscheinungsbild dauerhaft zu erhalten.“

## Schutzzweck
Die Ausweisung als LB erfolgte:
- Zur Erhaltung, Entwicklung oder Wiederherstellung der Leistungs- und Funktionsfähigkeit des Naturhaushaltes
- Zur Belebung, Gliederung oder Pflege des Orts- und Landschaftsbildes
- Zur Abwehr schädlicher Einwirkungen

Der LB stellt, wie die anderen LBs im Landschaftsplangebiet, einen herausragenden Lebensraum für die ökologischen Leistungsfähigkeit des Naturhaushaltes dar. Dient ferner als landschaftsgliederndes und -belebendes Element. Die Ausweisung dient der Abwehr realer oder potenzieller schädlicher Einwirkungen durch Pflanzenentnahme, Relief- oder Gewässerveränderungen usw.